# Chrysocale principalis
Chrysocale principalis är en fjärilsart som beskrevs av Walker 1864. Chrysocale principalis ingår i släktet Chrysocale och familjen björnspinnare. Inga underarter finns listade i Catalogue of Life.